# Discovery Showcase HD
Discovery Showcase HD a fost un canal de televiziune american ce difuzează programe de divertisment cu diverse tematici. În România a fost lansat pe 4 iunie 2010 la Romtelecom (ulterior Orange) și pe 1 septembrie 2010 la UPC (ulterior Vodafone România).
Discovery a lansat în iunie 2002, în Satele Unite canalul Discovery HD Theater, ce a fost unul din pionerii televiziunii HD la nivel global. 
Discovery Showcase alături de canalul Fine Living, deținut tot de Discovery Inc., și-au încetat emisia la data de 31 decembrie 2020.

## Referinte
1. ↑  Mediafax. „UPC a lansat Discovery HD Showcase, E! Entertainment, TCM, Movies 24, Cartoon Network și Jurnal TV”. Accesat în 3 noiembrie 2018.
2. ↑  Media-max.ro. „Fine Living Network si Discovery Showcase HD se inchid”. Accesat în 1 ianuarie 2021.